# Friar’s Court

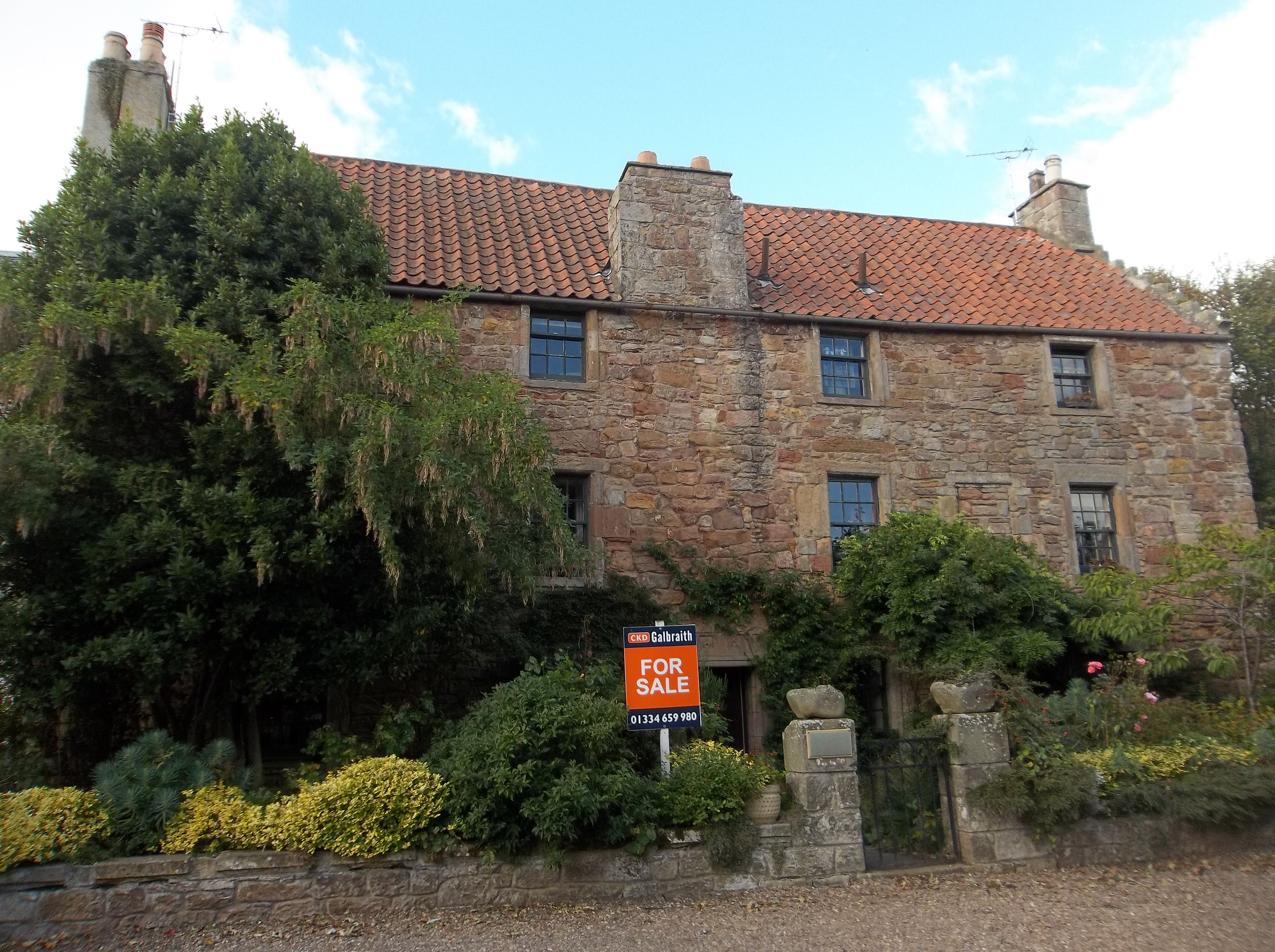
Friar’s Court

Friar’s Court ist ein Wohngebäude in der schottischen Ortschaft Crail in der Council Area Fife. 1972 wurde das Bauwerk als Einzeldenkmal in die schottischen Denkmallisten in der höchsten Denkmalkategorie A aufgenommen.

## Beschreibung
Das Wohngebäude steht an der Straße Marketgate unweit der Tolbooth von Crail im Zentrum der Ortschaft. Rechts, direkt benachbart, befindet sich das Kirkmay House Hotel. Friar’s Court wurde im Jahre 1686 erbaut, wurde jedoch in der Folgezeit überarbeitet. Im Jahre 1938 wurde das Wohngebäude renoviert.
Das Baujahr 1686 ist im Türsturz oberhalb des Hauseingangs an der südexponierten Hauptfassade verzeichnet. Das Mauerwerk des dreistöckigen Wohngebäudes besteht aus Bruchstein. Öffnungen sind mit Naturstein eingefasst. Die Hauptfassade ist vier Achsen weit. Aus der rückwärtigen Fassade tritt das Treppenhaus heraus. Die Giebel des abschließenden Satteldachs sind mit schlichten Staffelgiebeln gestaltet. Die drei Kamine wurden später überarbeitet und in ihrer Höhe reduziert.